# Sven Abraham Dahl
Sven Abraham Dahl, född 3 maj 1773 i Göteborg, död 5 december 1838 i Maria Magdalena församling i Stockholm, var medicine doktor, överläkare, verksam vid Danvikens hospital, som då fungerade som mentalsjukhus, samt professor i Stockholm. 
Dahl studerade först i Lund och i Greifswald, kom 1792 till Uppsala, avlade examen i medicin 1795, blev medicine doktor i Uppsala 1797. Han tjänstgjorde först vid Kungliga Serafin-Ordens Lazarethe, verkade vid Allmänna Barnbördshuset i Stockholm, verkade som allmänläkare på Södermalm, arbetade som läkare vid Sjömanshuset från 1804, var en kort period 1807 provinsialläkare i Pommern, verkade vid sjukhus i Liljeholmen och i Stockholm, utnämnd till professor 1813, tillträdde 1813 som överläkare på Danvikens Hospital, som han lämnade 1818. Verksamhet efter 1818 ej känd.
Dahl gifte sig 1818 med Inga Brita Wessman, född 5 september 1794, död 1874. Han var son till Gudmund Dahl och Christina Hülphers Kullman, bror till godsägaren Jacob Dahl och far till läraren och översättaren Sven Gudmund Dahl.